# Ioann Vasiljevič Smirnov
Svatý Ioann Vasiljevič Smirnov (1873, Novaja Račevka – 14. ledna 1938, Kujbyšev) byl ruský duchovní Ruské pravoslavné církve, jerej a mučedník.

## Život
Narodil se roku 1873 ve vesnici Novaja Račevka Samarské gubernie v rodině kněze Ioanna Smirnova.
Dostudoval duchovní seminář a byl rukopoložen na jereje. Sloužil v chrámech samarské eparchie.
Dne 30. listopadu 1937 byl zatčen jako člen skupiny kolem biskupa Alexandra (Trapicyna) a obviněn z kontrarevoluční činnosti.
Dne 21. prosince 1937 byl Trojkou NKVD odsouzen k trestu smrti zastřelením.
Rozsudek byl vykonán 14. ledna 1938. Spolu sním byl zastřelen také biskup Alexandr a další duchovní.

## Kanonizace
Dne 20. srpna 2000 ho Ruská pravoslavná církev svatořečila jako mučedníka a byl zařazen mezi Sbor všech novomučedníků a vyznavačů ruských.
Jeho svátek je připomínán 14. ledna (1. ledna – juliánský kalendář).